# Dryoathyrium articulatipilosum
Dryoathyrium articulatipilosum là một loài thực vật có mạch trong họ Woodsiaceae. Loài này được Ching & W.M. Chu miêu tả khoa học đầu tiên năm 1985.